# Byt (film, 1960)
Byt, anglicky The Apartment, je americké romantické filmové drama z roku 1960 režiséra Billy Wildera s Jackem Lemmonem a Shirley MacLainovou v hlavní roli. Film získal celkem pět Oscarů v kategorii nejlepší film, scénář, výprava, režie a střih a dále také tři ocenění Zlatý glóbus.

## Děj
Kariérní úředník jedné velké newyorské pojišťovny Baxter, který buduje svoji pracovní kariéru tím, že zapůjčuje svůj vlastní byt svým nadřízeným pro jejich milostné hrátky a pletky má v domě, kde bydlí, pověst velkého zhýralce a proutníka.
Zlom v této praxi ale nastane ve chvíli, kdy začne svůj byt půjčovat samotnému řediteli pojišťovny, který se zde schází se slečnou Kubelíkovou, která v jejich pojišťovně obsluhuje výtah a která je Baxterovi velmi sympatická. Kubelíková se zde po jedné ze schůzek s ředitelem pokusí neúspěšně spáchat sebevraždu předávkováním prášky. Baxter ji zde najde a společně se sousedem doktorem zachrání, přitom se s Baxterem sblíží natolik, že Baxter nejenže odmítne šéfovské místo v pojišťovně, ale slečna Kubelíková nakonec opustí i ředitele pojišťovny a odejde k Baxterovi.

## Hrají
- Jack Lemmon – C.C. "Buddy Boy" Baxter
- Shirley MacLaine – Fran Kubelíková
- Fred MacMurray – Jeff D. Sheldrake
- Ray Walston – Joe Dobisch
- Jack Kruschen – Dr. Dreyfuss
- David Lewis – Al Kirkeby
- Hope Holiday – Margie MacDougallová
- Joan Shawlee – Sylvia
- Naomi Stevens – Mildred Dreyfussová
- Johnny Seven – Karl Matuschka
- Joyce Jameson – blondýna v baru
- Hal Smith – Santa Claus v baru
- Willard Waterman – pan Vanderhoff
- David White – pan Eichelberger
- Edie Adams – slečna Olsenová